# 山王まつり (富山市)
山王まつり（さんのうまつり）は、毎年5月31日から6月2日にかけて行われる富山県富山市山王町にある日枝神社の春季例大祭で、地元では「さんのさん（はん）」、「さんのうさん（はん）の祭り」と呼ばれ親しまれ、現在は毎年3日間で約25万〜30万人の人出で賑わう富山県内最大の祭である。

## 概要
1690年（元禄3年）に、富山藩2代藩主前田正甫が、神輿2基を寄進したことにより城下の氏子町を巡行する慣わしとなり祭礼が始まったとされ、富山城下を上げての総土産（うぶすな）祭りとして栄え賑わってきた。
現在も縁日の賑わいが最大の特徴で、600から700店の露店（的屋）、お化け屋敷、瀬戸物や植木の店などが日枝神社境内を中心として、歩行者天国となる周辺道路、富山県最大の中心繁華街に並び連日夜遅くまで賑わう。平成の初め頃には1,000軒以上、最も多い時には千数百店の露店が、現在よりも広範囲に渡り軒を連ね、1972年（昭和47年）までは境内にて木下サーカスやシバタサーカスなどのいくつかのサーカス団が毎年交代で興業していたほか、現在ではほとんど見られなくなった見世物小屋なども出ていた。現在は1974年（昭和49年）より特別奉納行事として、県内外各地の祭りや民俗芸能などを招き見物客の目を楽しませている。
宵祭りの5月30日には神事、行事が無事行われるよう祈願し、巫女による浦安の舞の奉納、神職のお祓い、境内のお祓いなどが行われる。5月31日と6月1日には神幸祭が行われ、厄払いを務める獅子舞、日枝神社にてご分霊を迎える儀式を行った神輿が、神職と共に氏子町全域を2日間に分け渡御する。また氏子神輿が氏子町を威勢よく練りまわすほか、子供神輿が大手町（大手モール）から繁華街を通り神社まで練り回す。2006年（平成18年）には、「とやまの文化財百選（とやまの祭り百選部門）」に選定されている。
また祭礼に合わせ、男裸神輿や女神輿が繁華街を練り回すほか、2003年（平成15年）より富山市中心繁華街の総曲輪グランドプラザ周辺では、山王市実行委員会により「とやま山王市」が開催され、6月1日は午後から午後11時まで、繁華街の平和通りの西町交差点から一番町交差点が歩行者天国となり、ライブやイベントの開催、県内の飲食店などが模擬店を出し大変賑わっていたが、2020年（令和2年）よりコロナ禍による中止となり、2023年（令和5年）3月には山王市実行委員会が解散したため、とやま山王市は再開されることなく終了することとなった。
2020年（令和2年）4月15日、新型コロナウイルス感染症の拡大を受け、運営委員会は露店の出店、神輿や獅子舞の行列、山王市などの中止を決定し、神事のみを行った。

## 廃絶した曳山
江戸時代には曳山が9基あったとされ、「富山県史史料篇近世下（町吟味所御觸書前田文書より引用されたもの）」には1707年（宝永4年）11月2日に、猩々山､紫式部山､老莢山､陳鼓山､織姫山､業平山､揚貴妃山､分銅山､梅松山の曳山のほか、神輿や鉾などが城下を曳き回した記録が残されている。また同書には、1780年（安永9年）11月に新たに曳山が制作されたとの覚書がある。これらの曳山は何度か大火に遭っているが、富山城下には売薬などの小規模な商売人が多く、船問屋などのような豪商や大店（おおだな）が少なく、曳山を再興させるのはなかなか難しかったものと考察されている。

## 朔日（ついたち）饅頭
日枝神社祭礼が行われる6月1日には饅頭を食べ、家内安全や商売繁盛、五穀豊穣などを願う朔日饅頭の習慣が残っている。1日の早朝だけ販売されるもので、日枝神社社頭と老舗の和菓子店・竹林堂本舗では、早朝から饅頭を買い求める大勢の人が並ぶ。以前は男の子たちが町中を回り売り歩いていた。

## その他
- 祭礼期間中大変混雑した場合、日枝神社境内は歩行者一方通行にする処置が取られる。また神社周辺道路も、同様の処置が取られる場合がある。
- 祭礼期間中富山地方鉄道の富山軌道線、富山港線は夜間臨時増発される。また6月1日の歩行者天国において、富山軌道線のうち平和通りを走る3系統（セントラム）が運休になる。